# Керамик

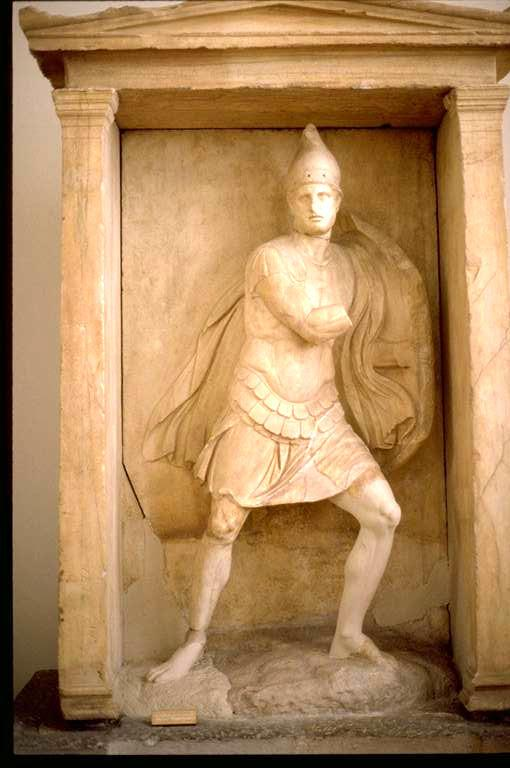
Наиск зажиточного афинянина в образе воина из Керамика. Ок. 320 года до н. э. Национальный археологический музей

Керамик (Керамейко́с; др.-греч. Κεραμεικός) — один из районов Афин, знаменитое древнее кладбище в Древних Афинах. В античные времена вокруг кладбища селились гончары, что и обусловило название кладбища. Квартал Керамик был известен в древние времена как крупный центр производства аттической керамики. С 1913 года раскопки в Керамике ведёт афинский филиал Немецкого Археологического института.
Кладбище Керамик, как и все античные места захоронений, располагалось за пределами городской стены. Территорию кладбища пересекали две дороги. Священная дорога вела от Святых ворот к храму Элефсиса, а Дорога Академии, начинаясь от Дипилонских ворот, вела к Академии, храму героя Академа и основанной Платоном философской школе. От Помпейона между двумя воротами начиналось праздничное шествие во время Панафиней. Большинство захоронений располагалось вдоль дороги, ведущей к Элефсису.
Сейчас Керамик — один из центральных районов современных Афин, который граничит с районами Тисио, Петралона и Гази. Частично на территории Керамикоса расположен Афинский технополис. Руины древнего Керамика представляют собой музей под открытым небом, правда все скульптуры были заменены на гипсовые копии, а оригиналы скульптур и артефакты, найденные во время раскопок, хранятся в музеях.
Многочисленные находки из захоронений, относящихся к периоду с 3-го тысячелетия до н. э. до древнеримской эпохи, экспонируются в афинском Национальном археологическом музее и небольшом музее Керамика. Сенсацией стал найденный в 2002 году курос работы неизвестного скульптора, названного мастером из Дипилона, который датируется 600 годом до н. э.
Благодаря ручью Эридан Керамик образует богатый животными и растительными видами биотоп. В Керамике обитает крупная популяция средиземноморских черепах.

## История
С давних времен Керамик был поделен городской стеной на две части: внутренний Керамик был кварталом гончаров, а внешний — городским кладбищем. Как свидетельствуют данные раскопок, которые проводились здесь в несколько этапов в 20 веке., в эпоху ранней бронзы (XXVIII—XXI век до н. э.) этот район был занят болотами и уже использовался в качестве кладбища. Примерно с XII века до н. э. мимо городской стены в районе Керамик проходил Эра-Одосий (Священный путь, Процессионная дорога) из Элефсиса, по которому проводился ход во время Элевсинских мистерий. Дома и ремесленные мастерские строились на сухих участках в южной части квартала, также на южном берегу Эридана были построены крупнейшие и сложные архаичные монументы таким образом, чтобы очертить Священный путь.
Строительство новой городской стены в 478 году до н. э., после захвата Афин персами в 480 году до н. э., в корне изменило облик города и Керамик в частности. По предложению Фемистокла, все погребальные скульптуры были вмурованы в городскую стену и были сооружены городские ворота: Дипилонские на северо-западе и Священные — на юго-востоке. По обе стороны от Дипилонских ворот были возведены государственные могилы, в которых хоронили талантливых афинских военных-героев и выдающихся государственных деятелей, среди них были Перикл и Клисфен.

Комплекс зданий у ворот Керамика 300 г. до н. э.

После завершения строительства городской стены, Священный путь снова начал проходить по так называемой улице Гробниц, вдоль которой состоятельные афиняне возводили монументальные погребальные стелы, устанавливали помпезные надгробия и величественные скульптуры. Однако приказом от 317 года до н. э. строительство таких мавзолеев было запрещено, разрешалось устанавливать только небольшие столбики или квадратные мраморные блоки, никак художественно не обработанные. В эпоху господства в Афинах римлян традиция возводить скульптурные памятники возродилась, однако от них мало что сохранилось доныне.
В период античной классики центром Керамика стал Помпейон — общественное здание, возведенное как часть городской стены четко по центру между двумя воротами. Помпейон был основным местом торжеств во время Панафинейского фестиваля. Собственно он был построен как большой банкетный зал, окруженный просторным двором с колоннадой. Гекатомба (жертвоприношение из ста быков) приносилась здесь и мясо раздавалось всем афинским гражданам именно здесь, в Керамике.
Помпейон и большинство других зданий, возведённых вблизи священных ворот, были разрушены Луцием Корнелием Суллой во время покорения им Афин в 86 году до н. э. Этот эпизод истории Афин Плутарх назвал «страшным кровопролитием». Во II веке нашей эры на месте Помпейона был построен склад, но он был разрушен во время вторжения герулов в 267 году. В дальнейшем Керамик частично восстанавливался заново, однако вновь подвергался разрушениям сначала от аваров, а позже и от славянских племен в конце шестого века. Наконец Керамик исчез, а его история была забыта на несколько десятков веков, пока в апреле 1863 году рабочие не наткнулись здесь на мраморную стелу.
- 1. Дипилон
- 2. Священные ворота
- 3. Стена Фемистокла
- 4. Стена Кимона
- 5. Помпейон
- 6. Источник (фонтан)
- 7. Тритопатрейон
- 8. Неизвестное святилище
- 9. Святилище Гекаты
- 10. Гробница Лакедемонян
- 11. Гробницы Терсандра, Симила и Пифагора
- 12. Гробница Дексилея
- 13. Гробница сестёр Памфилы и Деметрии
- 14. Семейные гробницы
- 15. Круглый памятник
- 16. Баня
- 17. Дорога на Академию
- 18. Священная дорога
- 19. Улица гробниц
- 20. Археологический музей Керамика
- 21. Церковь Святой Троицы (Айия-Триада) в Керамике

Легенда:
 Архаический период
 Классический период
 Византийский период
 Современный период